# Gruczolakowłókniak
Gruczolakowłókniak (łac. fibroadenoma) to łagodny guz piersi, często występujący u kobiet, najczęściej przed 30 rokiem życia. Powstaje pod wpływem dużej ilości estrogenów, w wyniku rozrostu tkanki łącznej włóknistej oraz w mniejszym stopniu nabłonka gruczołu mlekowego. W około 13-20% przypadków występują guzy mnogie. W rzadkich przypadkach (ok. 2%) gruczolakowłókniak może ulec zezłośliwieniu. Po przekwitaniu guzy te ulegają procesowi regresji i zwapnieniu.

## Symptomy
Gruczolakowłókniak występuje jako niebolesny, dobrze odgraniczony, przesuwalny względem podłoża i skóry, okrągły lub owalny guz o średnicy zazwyczaj kilku centymetrów, mogący jednak także osiągać rozmiary kilkunastu centymetrów. Powierzchnia guza jest gładka lub zrazikowa, a jego konsystencja spoista i elastyczna.
W większości przypadków wzrost guza następuje wolno. Szybszemu wzrostowi guza sprzyja ciąża, hormonalna terapia zastępcza oraz hormonalne preparaty antykoncepcyjne.

## Rozpoznanie
- palpacja
- ultrasonografia
- sonomammografia
- tomografia komputerowa
- histopatologia bioptatu.

Wyróżniamy następujące typy gruczolakowłókniaków:
- juvenile fibroadenoma u kobiet w okresie dojrzewania
- giant fibroadenoma - szybko wzrastające, o wymiarach powyżej 5 cm
- myxoid fibroadenoma - rzadka postać współwystępująca z zespołem Carneya obejmującym zmiany na skórze, błonach śluzowych i schorzenia endokrynologiczne.

Gruczolakowłókniak jest najpowszechniej spotykanym guzem piersi u kobiet w okresie rozrodczym, najczęściej występuje przed 30 rokiem życia. Rzadko pojawia się u kobiet po okresie przekwitania. Wyjątkowo rzadko u mężczyzn.

## Leczenie
W większości przypadków nie wymaga leczenia i poddawany jest jedynie obserwacji. Ewentualne usunięcie guza ma na celu rozpoznanie histopatologiczne lub charakter kosmetyczny.
- usunięcie chirurgiczne
- leczenie farmakologiczne
- krioablacja
- biopsja mammotomiczna
- niektóre suplementy diety[2]